# Mysidopsis rionegrensis
Mysidopsis rionegrensis is een aasgarnalensoort uit de familie van de Mysidae. De wetenschappelijke naam van de soort is voor het eerst geldig gepubliceerd in 1993 door Hoffmeyer.